# Combade
Die Combade ist ein Fluss in Frankreich, der in der Region Nouvelle-Aquitaine verläuft.

## Verlauf
Sie entspringt im Gemeindegebiet von Lacelle, am Plateau de Millevaches, entwässert durch den gleichnamigen Regionalen Naturpark Millevaches en Limousin  anfangs in westlicher Richtung, dreht dann aber auf Nordwest und mündet nach rund 41 Kilometern bei Saint-Denis-des-Murs als linker Nebenfluss in die Vienne. Auf ihrem Weg durchquert die Combade die Départements Corrèze und Haute-Vienne.

### Orte am Fluss
- Sussac
- Châteauneuf-la-Forêt
- Neuvic-Entier
- Masléon
- Saint-Denis-des-Murs